# هيكل السوق

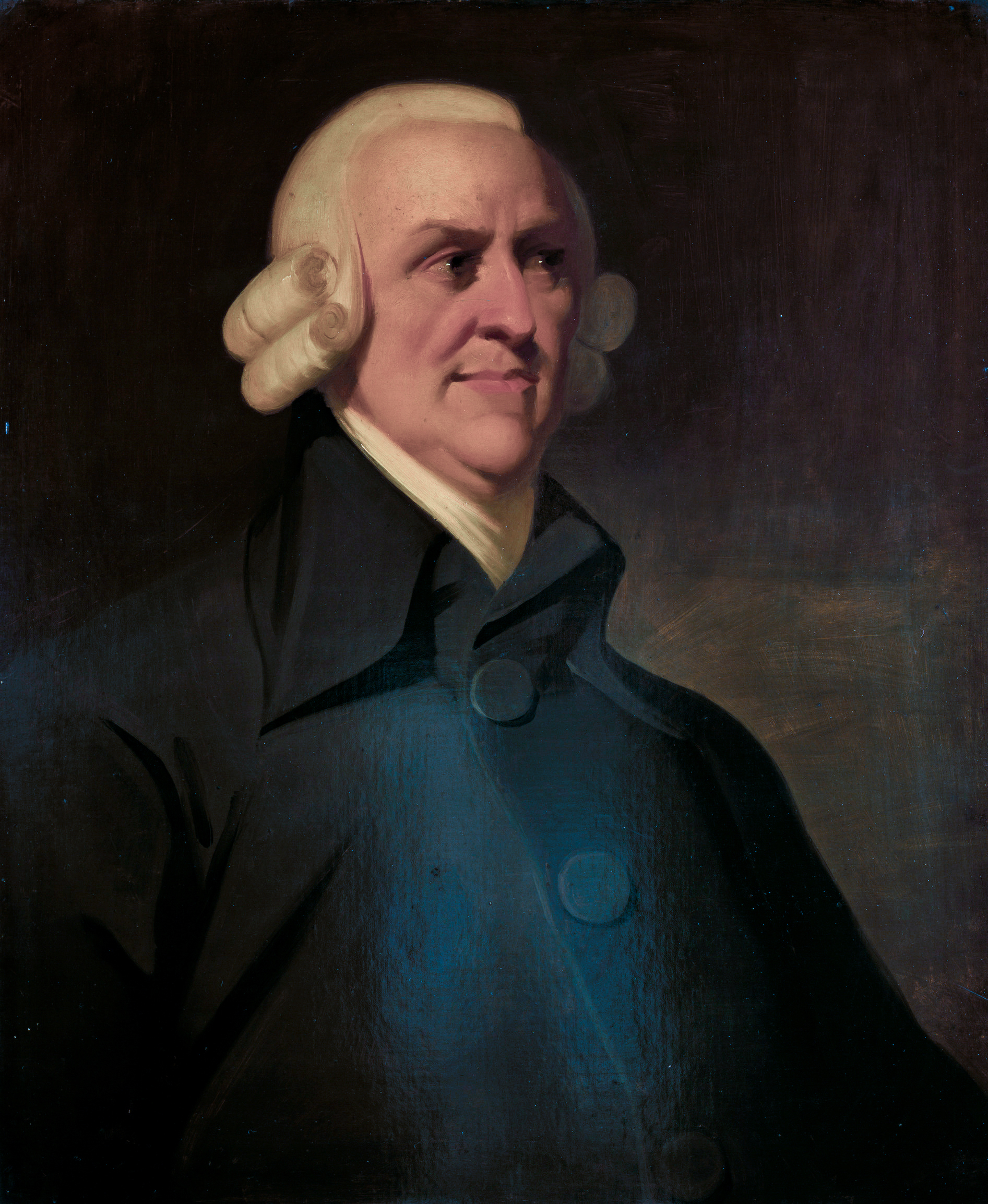
آدم سميث

يصور هيكل السوق ، في الاقتصاد ، كيف يتم تمييز الشركات وتصنيفها بناءً على أنواع السلع التي تبيعها (متجانسة / غير متجانسة) وكيف تتأثر عملياتها بالعوامل والعناصر الخارجية. يسهل هيكل السوق فهم خصائص الأسواق المتنوعة.
تتكون الهيئة الرئيسية للسوق من الموردين والمصدرين. كلا الطرفين متساويان ولأغنى عنهما ويحدد هيكل السوق طريقه تكوين الأسعار في السوق. سيهدف الموردون والمصدرون (البائعون والمشترون) الى إيجاد سعر يمكن للطرفين قبوله لأنشاء التوازن
تعريف السوق هو قضية مهمه للمنظمين الذين يواجهون تغييرات في هيكل السوق، والتي يجب تحديدها تشمل العلاقة بين المشتريين والبائعين كهيئة رئيسيه للسوق بثلاث حالات: العلاقة بين البائعين (الشركات والمؤسسات) والعلاقة بين المشتريين (الشركات والمستهلكين) والعلاقة بين المشتريين والبائعين والعلاقة بين مشتري السوق وبائعها والمشتري والبائع الداخلين الى السوق. هذه العلاقات هي المنافسة السوقية وعلاقات الاحتكار التي تنعكس في الاقتصاد.

## تاريخ
كان هيكل السوق موضوع نقاش للعديد من الاقتصاديين مثل آدم سميث وكارل ماركس الذين لديهم وجهات نظر متضاربة قوية حول كيفية عمل السوق في ظل وجود نفوذ سياسي.  أكد آدم سميث في كتاباته عن الاقتصاد على أهمية مبادئ عدم التدخل التي تحدد عمل السوق في غياب آليات السيطرة السياسية المهيمنة ، بينما ناقش كارل ماركس عمل السوق في ظل وجود اقتصاد متحكم فيه [2].  يشار إليه أحيانًا بالاقتصاد الموجه في الأدبيات.  كان كلا النوعين من هيكل السوق في الأدلة التاريخية طوال القرن العشرين والقرن الحادي والعشرين.
كان هيكل السوق واضحًا عبر التاريخ نظرًا لتأثيره الطبيعي على الأسواق ، ويمكن أن يعتمد ذلك على العوامل المساهمة المختلفة التي تقوم بتسويق كل نوع من أنواع هيكل السوق.

## أنواع
بناءً على العوامل التي تحدد هيكل السوق ، فإن الأشكال الرئيسية لهيكل السوق هي كما يلي:
- المنافسة الكاملة ، تشير إلى نوع من السوق حيث يوجد العديد من المشترين والبائعين الذين يتميزون بحواجز مجانية للدخول ، والتعامل مع منتجات متجانسة دون تمايز ، حيث يتم تحديد السعر من قبل السوق. الشركات الفردية هي التي تأخذ السعر [1] حيث أن السعر تحدده الصناعة ككل. مثال: المنتجات الزراعية التي لديها العديد من المشترين والبائعين ، وبيع سلع متجانسة حيث يتم تحديد السعر حسب الطلب والعرض في السوق وليس من خلال الشركات الفردية.
  - تشير المنافسة غير الكاملة إلى الأسواق التي لا يتم فيها استيفاء معايير المنافسة الكاملة (مثل عدم وجود حواجز للدخول والخروج ، والمنتجات المتجانسة والعديد من المشترين والبائعين). جميع أنواع المنافسة الأخرى تخضع لمنافسة غير كاملة.
- المنافسة الاحتكارية ، وهي نوع من المنافسة غير الكاملة حيث يوجد العديد من البائعين ، يبيعون المنتجات التي ترتبط ارتباطًا وثيقًا ولكنها تختلف عن بعضها البعض (على سبيل المثال ، قد تختلف جودة المنتجات) وبالتالي فهي ليست بدائل مثالية. يوجد هيكل السوق هذا عندما يكون هناك العديد من البائعين الذين يحاولون الظهور بشكل مختلف عن بعضهم البعض. أمثلة: معجون الأسنان والمشروبات الغازية والملابس لأنها كلها منتجات متجانسة مع العديد من المشترين والبائعين ، لا توجد حواجز دخول منخفضة ولكنها تختلف عن بعضها البعض بسبب الجودة والذوق والعلامة التجارية. تتمتع الشركات بالسيطرة الجزئية على السعر حيث أنها ليست متحمسة للأسعار (بسبب المنتجات المتباينة) أو صانع السعر (حيث يوجد العديد من المشترين والبائعين). [2]
- يشير احتكار القلة إلى هيكل السوق حيث يتحكم عدد صغير فقط من الشركات معًا في غالبية حصة السوق. الشركات ليست محتجزة أو صانعة للأسعار. تميل الشركات إلى تجنب حرب الأسعار باتباع جمود الأسعار. إنهم يراقبون عن كثب أسعار منافسيهم ويغيرون الأسعار وفقًا لذلك. تركز شركات احتكار القلة على جودة وكفاءة منتجاتها للتنافس مع الشركات الأخرى. مثال: مزودو الشبكة [3] (حواجز الدخول ، قلة عدد البائعين ، العديد من المشترين ، يمكن أن تكون المنتجات متجانسة أو متمايزة). ثلاثة أنواع من احتكار القلة.
  - احتكار القلة ، حيث تعمل شركتان وتتمتعان بالسلطة على السوق. [4] مثال: شركات تصنيع الطائرات: بوينج وايرباص . يمكن أن يكون للاحتكار الثنائي من الناحية النظرية نفس تأثير احتكار التسعير داخل السوق إذا كان عليهم التواطؤ على أسعار و / أو إنتاج السلع.
  - Oligopsony ، سوق يمكن أن يتواجد فيه العديد من البائعين ولكن لا يلتقون إلا بعدد قليل من المشترين. مثال: منتجي الكاكاو
  - تم تطوير المنافسة الكمية في Cournot ، وهي واحدة من النماذج الأولى لأسواق احتكار القلة بواسطة Augustin Cournot في عام 1835. في نموذج Cournot ، هناك شركتان وتختار كل شركة كمية لإنتاجها ، ويحدد الناتج الإجمالي الناتج سعر السوق. [5]
  - مسابقة أسعار برتراند ، كان جوزيف برتراند أول من قام بتحليل هذا النموذج في عام 1883. في نموذج برتراند ، هناك شركتان وتختار كل شركة سعرًا لتعظيم أرباحها ، نظرًا للسعر الذي تعتقد أن الشركة الأخرى ستختاره. [5]
- الاحتكار ، حيث لا يوجد سوى بائع واحد لمنتج أو خدمة لا بديل لها. الشركة هي صانع السعر لأنهم يتحكمون في الصناعة. هناك عوائق كبيرة أمام الدخول ، والتي من شأنها أن يقوم شاغل الوظيفة بتنفيذ استراتيجيات لردع الدخول في حالة إبعاد الوافدين عن جني الأرباح الإضافية للشركة. [5] وصف فرانك فيشر ، خبير اقتصادي بارز في مجال مكافحة الاحتكار ، قوة الاحتكار بأنها "القدرة على التصرف بطريقة غير مقيدة" ، مثل زيادة السعر أو تقليل الجودة. [6] مثال: ستاندرد أويل (1870-1911)
  - الاحتكار الطبيعي ، وهو احتكار تؤدي فيه وفورات الحجم إلى زيادة الكفاءة باستمرار مع حجم الشركة. تعتبر الشركة احتكارًا طبيعيًا إذا كانت قادرة على تلبية طلب السوق بالكامل بتكلفة أقل من أي مجموعة من شركتين أو أكثر أصغر وأكثر تخصصًا.
  - أو العوائق الطبيعية ، مثل الملكية الوحيدة للموارد الطبيعية ، كانت De Beer عبارة عن احتكار في صناعة الماس لسنوات.
  - احتكار الشراء ، عندما يكون هناك مشتر واحد فقط في السوق. ركزت مناقشة قوة احتكار الشراء في أدبيات العمل إلى حد كبير على نموذج احتكار الشراء الخالص الذي تشكل فيه شركة واحدة مجمل الطلب على العمالة في السوق (على سبيل المثال ، مدينة الشركة). [7]

## مميزات هياكل السوق
يتميز هيكل السوق بانه يتطابق تماما مع ظروف السوق الواقعية حيث يوجد هناك بعض المنافسين الاحتكاريين وهم احتكار القلة والثنائيات وهم الذين يسيطرون ع ظروف السوق. وتتضمن عناصر هيكل السوق عدد البائعين وحجمهم وحواجز الدخول والخروج وطبيعة المنتج والسعر وتكاليف البيع ويمكن ان يتغير هيكل السوق بناء ع العوامل الخارجية الجديدة مثل التكنولوجيا وتفضيلات المستهلك والوافدين الجدد. لذلك تظل عناصر هيكل السوق كما هي دائما ولكن قد تتغير أهمية عناصر عنصر واحد مما يجعلها اكثر تاثيرا ع الهيكل الحالي.تعد المنافسة مفيدة لانها تكشف عن طلب العميل وتحفز البائع ع توفير مستويات جودة الخامة ومستويات الأسعار التي يريدها المستهلكيننن عادة مايخضع ذلك لحاجة البائع المالية لتغطية تكاليفه او بمعنى اخر يمكن للمنافسه ملامة مصالح البائع مع مصالح المشتري ويمكن ان تجعل البائع يكشف عن تكاليفه الحقيقه ومعلوماته الخاصه . اما في حالة عدم وجود منافسه يمكن اعتماد ثلاثة مناهج أساسية للتعامل مع المشكلات المتعلقه بالتحكم في قوة السوق وعدم منافسه كامله،يمكن اعتماد ثلاثة مناهج أساسية للتعامل مع المشكلات المتعلقة بالتحكم في قوة السوق وعدم التنسيق بين الحكومة والمشغل فيما يتعلق بالاهداف والمعلومات:
تعد المنافسة مفيدة لأنها تكشف عن طلب العميل الفعلي وتحفز البائع (المشغل) على توفير مستويات جودة الخدمة ومستويات الأسعار التي يريدها المشترون (العملاء) ، وعادة ما يخضع ذلك لحاجة البائع المالية لتغطية تكاليفه. بمعنى آخر ، يمكن للمنافسة مواءمة مصالح البائع مع مصالح المشتري ويمكن أن تجعل البائع يكشف عن تكاليفه الحقيقية ومعلوماته الخاصة الأخرى. في حالة عدم وجود منافسة كاملة ، يمكن اعتماد ثلاثة مناهج أساسية للتعامل مع المشاكل المتعلقة بالتحكم في قوة السوق وعدم التناسق بين الحكومة والمشغل فيما يتعلق بالأهداف والمعلومات: (أ) إخضاع المشغل لضغوط تنافسية ، (ب) جمع المعلومات عن المشغل والسوق ، و (ج) تطبيق اللوائح التحفيزية. 
| هيكلية السوق، تركيبة السوق | حواجز دخول وخروج البائع | طبيعة المنتج            | عدد البائعين | عدد المشترين | سعر                                |
| -------------------------- | ----------------------- | ----------------------- | ------------ | ------------ | ---------------------------------- |
| منافسة مثالية              | لا                      | متجانس                  | كثير         | كثير         | السعر الموحد حسب محتجزي السعر      |
| المنافسة الاحتكارية        | لا                      | وثيق الصلة ولكن متمايزة | كثير         | كثير         | السيطرة الجزئية على السعر          |
| احتكار                     | نعم                     | متمايزة (لا بديل)       | واحد         | كثير         | صانع السعر                         |
| ديوبولي                    | نعم                     | متجانسة أو متباينة      | اثنين        | كثير         | جمود الأسعار بسبب حرب الأسعار      |
| احتكار القلة               | نعم                     | متجانسة أو متباينة      | عدد قليل     | كثير         | جمود الأسعار بسبب حرب الأسعار      |
| احتكار                     | لا                      | متجانسة أو متباينة      | كثير         | واحد         | آخذ السعر (حيث يوجد مشتر واحد فقط) |
| قلة القلة                  | لا                      | متجانسة أو متباينة      | كثير         | عدد قليل     | آخذ السعر                          |

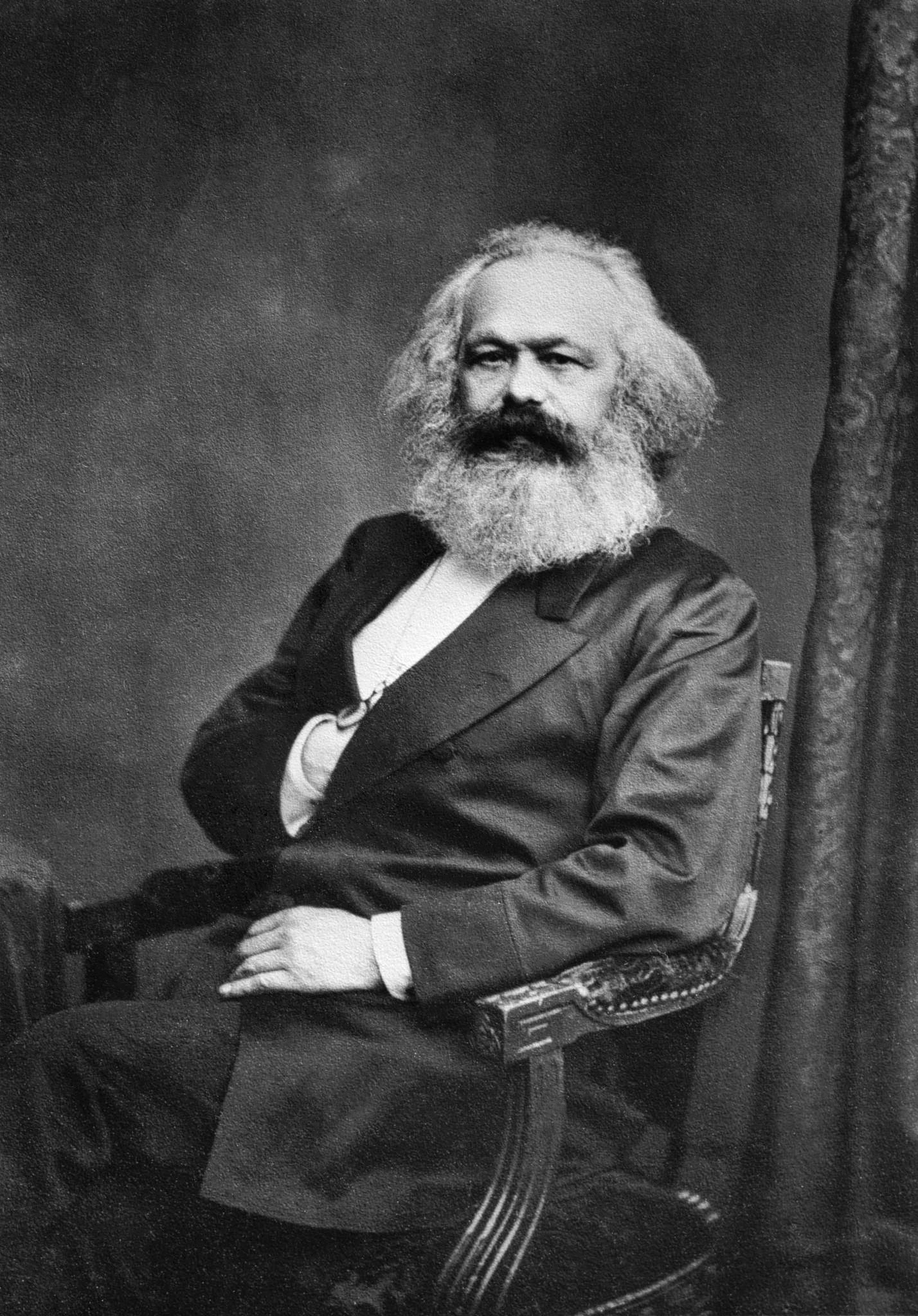
كارل ماركس

المعايير الرئيسية التي يمكن من خلالها التمييز بين هياكل السوق المختلفة هي: عدد وحجم الشركات والمستهلكين في السوق ، ونوع السلع والخدمات التي يتم تداولها ، ودرجة تدفق المعلومات بحرية. في وقتنا الحالي ، تبدو نظرية كارل ماركس حول التأثير السياسي على السوق منطقية لأن الشركات والصناعة تتأثر بشدة باللوائح والضرائب والتعريفات وبراءات الاختراع التي تفرضها الحكومة. تؤثر هذه العوامل على حواجز الدخول والخروج للشركات في السوق.
منافسة مثالية:
1. هناك الكثير من البائعين والمشترين في السوق ، ولا توجد علاقة بيع وشراء ثابتة بينهم.
2. المنتجات أو الخدمات المتداولة في السوق كلها متشابهة دون أي فرق.
3. لا توجد عوائق لدخول السوق والخروج منه.
4. لا توجد أسرار تجارية.
5. يمكن تحويل موارد رأس المال والعمالة بسهولة.
المنافسة الاحتكارية:
هناك عدد كبير من المؤسسات ولاتوجد قيود على دخول السوق والخروج منه وهم يبيعون منتجات مختلفة من نفس النوع ، لدى المؤسسات قدرة معينة للتحكم في الأسعار. تتمتع الإحكتارات بالسيطرة الكاملة على السوق حيث أن الحواجز التي تحول دون الدخول عالية وخطر الوافدين الجديد منخفض ، لذلك يمكنهم تحديد السعر حسب تفضيلاتهم
احتكار القلة:
عدد من الشركات الصغيره الذي يكون فيهما الدخول والخروج ميدان وسمات المنتج مختلفه ومنحنى الطلب مائل الى اسفل وغير مرن نسبيآ ويوجد احتكار القلة عادة في الصناعات التي تكون فيها متطلبات راس المال الاولية مرتفعة والشركات القائمة موطئ قدم قوي في حصتها في السوق
الاحتكار:
وهو الذي يكون فيها عدد الشركات واحد فقط والوصول مقيد او محظور تمامآ، والمنتجات التي يتم انتاحها وبيعها فريدة منوعها ولايمكن استبدالها بمنتجات اخرى. تمتلك الشركة سيطرة وتأثير قوي ع سعر السوق بأكمله.

## أهمية هيكل السوق
يعتبر هيكل السوق مهم بالنسبة للشركات لانها تقوم على التحفيز واتخاذ قرار وتقدم فرص سيؤدي ذلك الى حدوث تغييرات في أوضاع السوق الحاليه التي تؤثر على نتائج  السوق والسعر والتوافر والتنوع.
يوفر هيكل السوق مؤشرا على الفرص والتهديدات المحتمله التي يمكن ان تؤثر على الأعمال لتكييف الإجراءات والعمليات هناك من اجل تلبية متطلبات هيكل السوق من أجل البقاء في المنافسة. على سبيل المثال القدرة على فهم هيكل السوق ستساعد على تحديد قابلية استبدال أي منتج كعنصر اساسي لتحليل هيكل السوق لتحديد أفضل مسار للعمل بعد ذلك.

## مقياس هيكل السوق
- نسبة تركيز شركة "ان" ، نسبة تركيز شركه "ان" هي مقياس شائع لهيكل السوق.  وهذا يعطي الحصة السوقية المجمعة لأكبر عدد من الشركات في السوق.على سبيل المثال ، إذا كانت نسبة تركيز الشركات الخمس في صناعة الهواتف الذكية بالولايات المتحدة حوالي 0.8 ، مما يشير إلى أن الحصة السوقية المجمعة لأكبر خمسة بائعي الهواتف الذكية في الولايات المتحدة تبلغ حوالي 80 بالمائة
- مؤشر هيرفيندال ، يُعرّف مؤشر هيرفيندال بأنه مجموع حصص السوق المربعة لجميع الشركات في السوق.  تشير الزيادات في مؤشر هيرفيندال بشكل عام إلى انخفاض المنافسة وزيادة القوة السوقية ، والعكس بالعكس.  بشكل عام ، ينقل مؤشر هرفيندال معلومات أكثر من نسبة تركيز شركة

إلى جانب هيكل السوق ، تساهم العديد من العوامل في السلوك وأداء السوق. تتطور ضغوط السوق بالمثل ، لذلك عندما يكون اتخاذ القرار بناءً على أداء السوق ، من الضروري تقييم جميع الظروف التي تؤثر على المنافسة بدلاً من الاعتماد فقط على مقاييس هيكل السوق. قد يكون استخدام قياس واحد لحصة السوق مضللاً أو غير حاسم حيث يتم أخذ المؤشرات فقط في الاعتبار. 
الجوانب المختلفة التي تم أخذها في الاعتبار لقياس الميزة المبتكرة داخل هياكل سوق معينة هي: توزيع حجم الشركات ، ووجود حواجز معينة للدخول ، ومرحلة الصناعة في دورة حياة المنتج.  إنشاء مقياس آخر لتحديد هيكل السوق الحالي الذي يمكن استخدامه كدليل أو لتقييم أداء السوق الحالي وبالتالي يمكن استخدامه للتنبؤ وتحديد الاتجاهات المستقبلية.<

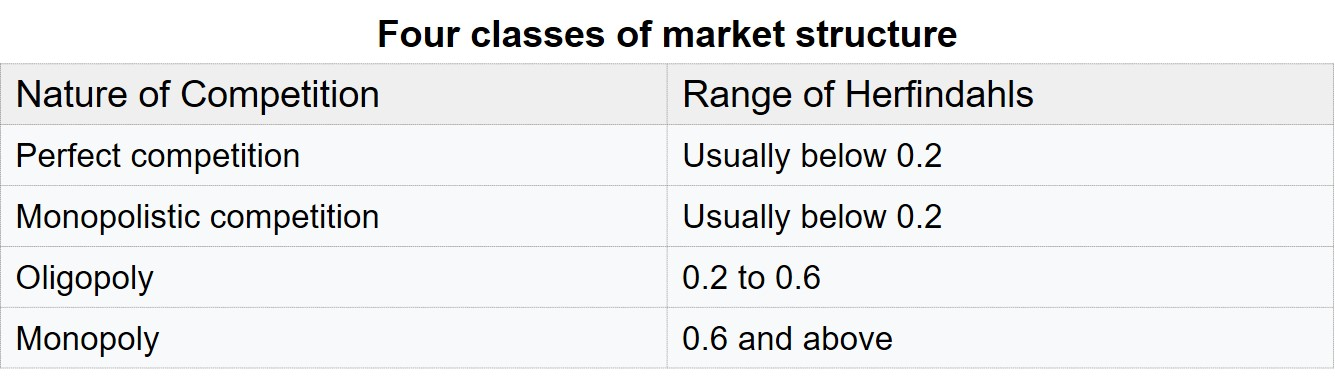
مؤشر Herfindahls وأنواع هيكل السوق

## أنظر أيضا
- التنظيم الصناعي
- الاقتصاد الجزئي
- اقتصاديات
- نموذج الهيكل والسلوك والأداء
- اقتصاديات الأعمال
- مسابقة Stackelberg
- المنافسة (الاقتصاد)
- تحليل القوى الخمس لبورتر